# Combat al cel
Combat al cel (títol original en xinès, 大轰炸) és una pel·lícula d'acció de drama bèl·lic xinesa dirigida per Xiao Feng sobre els bombardejos japonesos de Chongqing durant la Segona Guerra sino-japonesa. Mel Gibson es va incorporar com a dissenyador de producció. La pel·lícula és protagonitzada per Liu Ye, Bruce Willis, Song Seung-heon i William Chan, amb aparicions especials de Nicholas Tse, Tenma Shibuya, Adrien Brody, Simon Yam, Fan Bingbing i molts altres. S'ha doblat al català.
El rodatge principal de la pel·lícula va començar el maig de 2015 a Shanghai, i es va acabar el novembre de 2015.